# 페이크 (밴드)
페이크(Fake)는 1980년대 스웨덴의 신스팝 밴드였다.